# Turn- und Sportverein Bayer 04 Leverkusen 1985-1986
Questa voce raccoglie le informazioni riguardanti il Turn- und Sportverein Bayer 04 Leverkusen nelle competizioni ufficiali della stagione 1985-1986.

## Stagione
Nella stagione 1985-86, il Bayer Leverkusen si classificò sesto in Bundesliga, qualificandosi in Coppa UEFA per la contemporanea vittoria del Bayern Monaco di scudetto e Coppa di Germania, che ha portato lo Stoccarda in Coppa delle Coppe, liberando dunque un posto per la manifestazione; venne inoltre eliminato nei quarti di finale della Coppa di Germania.
Al termine della stagione, il sudcoreano Cha Bum-kun è stato inserito nella selezione della propria nazionale per il mondiale di Messico '86

## Maglie e sponsor
Lo sponsor che compare sulle maglie della società è il simpbolo della società farmaceutica tedesca Bayer proprietaria del team. Lo sponsor tecnico è il marchio tedesco Adidas.
| Casa | Trasferta | Third |

## Rosa
| N. |                     | Ruolo | Calciatore       |
| -- | ------------------- | ----- | ---------------- |
| 1  | Germania (bandiera) | P     | Rüdiger Vollborn |
|    | Germania (bandiera) | P     | Andreas Nagel    |
|    | Germania (bandiera) | D     | Dieter Bast      |
|    | Germania (bandiera) | D     | Jürgen Gelsdorf  |
|    | Germania (bandiera) | D     | Dirk Hielscher   |
|    | Germania (bandiera) | D     | Thomas Hörster   |
|    | Germania (bandiera) | D     | Alois Reinhardt  |
|    | Polonia (bandiera)  | D     | Rudolf Wójtowicz |
|    | Germania (bandiera) | D     | Peter Zanter     |
|    | Germania (bandiera) | C     | Günter Drews     |
|    | Germania (bandiera) | C     | Falko Götz       |

| N. |                          | Ruolo | Calciatore           |
| -- | ------------------------ | ----- | -------------------- |
|    | Grecia (bandiera)        | C     | Mīnas Chatzidīs      |
|    | Germania (bandiera)      | C     | Florian Hinterberger |
|    | Germania (bandiera)      | C     | Werner Malischke     |
|    | Germania (bandiera)      | C     | Wolfgang Patzke      |
|    | Germania (bandiera)      | C     | Knut Reinhardt       |
|    | Germania (bandiera)      | C     | Jürgen Röber         |
|    | Germania (bandiera)      | C     | Thomas Zechel        |
|    | Corea del Sud (bandiera) | A     | Cha Bum-kun          |
|    | Germania (bandiera)      | A     | Frank Glaß           |
|    | Germania (bandiera)      | A     | Christian Schreier   |
|    | Germania (bandiera)      | A     | Herbert Waas         |

## Organigramma societario
Area tecnica
- Allenatore: Erich Ribbeck
- Allenatore in seconda:
- Preparatore dei portieri:
- Preparatori atletici:

## Calciomercato

### Sessione estiva
| Acquisti | Acquisti         | Acquisti      | Acquisti |
| R.       | Nome             | da            | Modalità |
| -------- | ---------------- | ------------- | -------- |
| C        | Werner Malischke | SV Baesweiler |          |

| Cessioni | Cessioni          | Cessioni          | Cessioni |
| R.       | Nome              | a                 | Modalità |
| -------- | ----------------- | ----------------- | -------- |
| D        | Roman Geszlecht   | Hannover 96       |          |
| C        | Dirk Schlegel     | Stoccarda         |          |
| D        | Anders Giske      | Norimberga        |          |
| A        | Stefan Kohn       | Arminia Bielefeld |          |
| C        | Manfred Pomp      | Union Solingen    |          |
| D        | Helmut Winklhofer | Bayern Monaco     |          |

### Sessione invernale
| Acquisti | Acquisti | Acquisti | Acquisti |
| R.       | Nome     | da       | Modalità |
| -------- | -------- | -------- | -------- |

| Cessioni | Cessioni | Cessioni | Cessioni |
| R.       | Nome     | a        | Modalità |
| -------- | -------- | -------- | -------- |

## Risultati

### Bundesliga

#### Girone di andata
| Arbitro: | Schmidhuber |

|            |           |             |
| Thomas 43’ | Marcatori | 53’ Hörster |

| Arbitro: | Horeis |

|                     |           |  |
| Waas 14’ Patzke 79’ | Marcatori |  |

| Arbitro: | Wittke |

|           |           |                               |
| Rolff 48’ | Marcatori | 2’ Götz 24’ Cha 64’ Geszlecht |

| Arbitro: | Theobald |

|          |           |              |
| Götz 38’ | Marcatori | 83’ Lehnhoff |

| Arbitro: | Barnick |

|                                                  |           |                              |
| Brunner 3’ (rig.) Geyer 31’ Grahammer 58’ (rig.) | Marcatori | 44’ Waas 67’ (rig.) Schreier |

| Arbitro: | Correll |

|                           |           |               |
| Cha 10’, 85’ Schreier 84’ | Marcatori | 11’ Holmqvist |

| Arbitro: | Zimmermann |

|            |           |  |
| Walter 85’ | Marcatori |  |

| Arbitro: | Wiesel |

|                                       |           |                       |
| Cha 8’ Götz 27’ Patzke 44’ Zechel 60’ | Marcatori | 67’ Kuntz 74’ Leifeld |

| Arbitro: | Föckler |

|          |           |  |
| Friz 48’ | Marcatori |  |

| Arbitro: | Osmers |

|                          |           |                     |
| Waas 9’ Götz 47’ Cha 87’ | Marcatori | 23’ Geye 30’ Allofs |

| Arbitro: | Weber |

|           |           |         |
| Loose 64’ | Marcatori | 46’ Cha |

| Arbitro: | Uhlig |

|                     |           |                            |
| Waas 20’ Zechel 51’ | Marcatori | 60’ Schäfer 66’ Eðvaldsson |

| Arbitro: | Tritschler |

|                                                         |           |            |
| Cha 4’, 16’ Schreier 28’ Votava 57’ (aut.) Schlegel 82’ | Marcatori | 62’ Kutzop |

| Arbitro: | Neuner |

|                       |           |                    |
| Dreßen 58’ Herbst 71’ | Marcatori | 39’ Zechel 80’ Cha |

| Arbitro: | Uhlig |

|         |           |                      |
| Cha 46’ | Marcatori | 9’ Matthäus 82’ Eder |

| Arbitro: | Matheis |

|                   |           |                      |
| Allgöwer 69’, 83’ | Marcatori | 35’, 89’ (rig.) Waas |

| Arbitro: | Brehm |

|               |           |  |
| Waas 24’, 86’ | Marcatori |  |

#### Girone di ritorno
| Arbitro: | Bruch |

|                                              |           |           |
| Cha 6’ Waas 37’ Götz 42’ Schreier 71’ (rig.) | Marcatori | 31’ Reich |

| Arbitro: | Ermer |

|                                         |           |              |
| Jusufi 19’ Blättel 79’ Jambo 86’ (rig.) | Marcatori | 62’ Schreier |

| Arbitro: | Schmidhuber |

|                                  |           |                          |
| Cha 50’, 58’ Schreier 73’ (rig.) | Marcatori | 24’ Gründel 41’ Schröder |

| Arbitro: | Wiesel |

|               |           |                             |
| Allofs 6’, 9’ | Marcatori | 52’ Zechel 72’ Cha 78’ Waas |

| Leverkusen 8 febbraio 1986, ore 15:30 CET 22ª giornata | Bayer Leverkusen | 0 – 0 referto | Norimberga | Ulrich-Haberland-Stadion (8 300 spett.)\| Arbitro: \| Werner \| |
| Arbitro:                                               | Werner           |               |            |                                                                 |

| Arbitro: | Dellwing |

|                        |           |          |
| Dusend 34’ Demandt 79’ | Marcatori | 41’ Waas |

| Arbitro: | Wiesel |

|                                 |           |            |
| Cha 6’ Schreier 28’, 56’ (rig.) | Marcatori | 10’ Walter |

| Arbitro: | Scheuerer |

|                  |           |              |
| Kuntz 52’ (rig.) | Marcatori | 88’ Schreier |

| Arbitro: | Matheis |

|                     |           |  |
| Patzke 32’ Waas 84’ | Marcatori |  |

| Arbitro: | Tritschler |

|                                            |           |          |
| Brehme 37’ (rig.) Trunk 62’, 80’ Moser 87’ | Marcatori | 41’ Götz |

| Arbitro: | Correll |

|                     |           |             |
| Schreier 4’ Cha 10’ | Marcatori | 31’ Wegmann |

| Arbitro: | Schütte |

|                               |           |              |
| Funkel 25’ (rig.) Schäfer 79’ | Marcatori | 82’ Schreier |

| Arbitro: | Brückner |

|                                                          |           |  |
| Pezzey 23’ Burgsmüller 29’, 64’ Hermann 56’ Neubarth 88’ | Marcatori |  |

| Arbitro: | Neuner |

|                                         |           |          |
| Winkhold 28’ (aut.) Zechel 32’ Waas 56’ | Marcatori | 74’ Rahn |

| Monaco di Baviera 19 aprile 1986, ore 15:30 CEST 32ª giornata | Bayern Monaco | 0 – 0 referto | Bayer Leverkusen | Stadio Olimpico (20 000 spett.)\| Arbitro: \| Dellwing \| |
| Arbitro:                                                      | Dellwing      |               |                  |                                                           |

| Arbitro: | Gabor |

|                       |           |               |
| Hielscher 66’ Cha 77’ | Marcatori | 23’ Klinsmann |

| Arbitro: | Tritschler |

|                                   |           |                       |
| Schreier 7’ (aut.) Regenbogen 52’ | Marcatori | 57’ Waas 74’ Schreier |

### Coppa di Germania
| Arbitro: | Mierswa |

|                                  |           |                                           |
| Clute-Simon 48’ Westerwinter 68’ | Marcatori | 7’ Röber 53’, 79’ Patzke 67’ Cha 85’ Götz |

| Arbitro: | Bodmer |

|  |           |                     |
|  | Marcatori | 36’ Cha 50’ Hörster |

| Arbitro: | Boos |

|             |           |                                    |
| Wilbois 37’ | Marcatori | 56’ (rig.), 95’ Schreier 102’ Waas |

| Arbitro: | Hontheim |

|  |           |            |
|  | Marcatori | 70’ Kohler |

## Statistiche

### Statistiche di squadra
| Competizione      | Punti | In casa | In casa | In casa | In casa | In casa | In casa | In trasferta | In trasferta | In trasferta | In trasferta | In trasferta | In trasferta | Totale | Totale | Totale | Totale | Totale | Totale | DR  |
| Competizione      | Punti | G       | V       | N       | P       | Gf      | Gs      | G            | V            | N            | P            | Gf           | Gs           | G      | V      | N      | P      | Gf     | Gs     | DR  |
| ----------------- | ----- | ------- | ------- | ------- | ------- | ------- | ------- | ------------ | ------------ | ------------ | ------------ | ------------ | ------------ | ------ | ------ | ------ | ------ | ------ | ------ | --- |
| Bundesliga        | 40    | 17      | 13      | 3       | 1       | 42      | 18      | 17           | 2            | 7            | 8            | 21           | 33           | 34     | 15     | 10     | 9      | 63     | 51     | +12 |
| Coppa di Germania | -     | 1       | 0       | 0       | 1       | 0       | 1       | 3            | 3            | 0            | 0            | 10           | 3            | 4      | 3      | 0      | 1      | 10     | 4      | +6  |
| Totale            | 40    | 18      | 13      | 3       | 2       | 42      | 19      | 20           | 5            | 7            | 8            | 31           | 36           | 38     | 18     | 10     | 10     | 73     | 55     | +18 |

### Andamento in campionato
| Giornata  | 1 | 2 | 3 | 4 | 5 | 6 | 7 | 8 | 9 | 10 | 11 | 12 | 13 | 14 | 15 | 16 | 17 | 18 | 19 | 20 | 21 | 22 | 23 | 24 | 25 | 26 | 27 | 28 | 29 | 30 | 31 | 32 | 33 | 34 |
| --------- | - | - | - | - | - | - | - | - | - | -- | -- | -- | -- | -- | -- | -- | -- | -- | -- | -- | -- | -- | -- | -- | -- | -- | -- | -- | -- | -- | -- | -- | -- | -- |
| Luogo     | T | C | T | C | T | C | T | C | T | C  | T  | C  | C  | T  | C  | T  | C  | C  | T  | C  | T  | C  | T  | C  | T  | C  | T  | C  | T  | T  | C  | T  | C  | T  |
| Risultato | N | V | V | N | P | V | P | V | P | V  | N  | N  | V  | N  | P  | N  | V  | V  | P  | V  | V  | N  | P  | V  | N  | V  | P  | V  | P  | P  | V  | N  | V  | N  |
| Posizione | 6 | 5 | 3 | 4 | 5 | 3 | 5 | 4 | 7 | 5  | 7  | 4  | 4  | 5  | 5  | 5  | 5  | 5  | 5  | 5  | 4  | 4  | 4  | 4  | 4  | 4  | 5  | 4  | 6  | 7  | 6  | 7  | 6  | 6  |

Legenda:

Luogo: C = Casa; T = Trasferta. Risultato: V = Vittoria; N = Pareggio; P = Sconfitta.

### Statistiche dei giocatori
| Giocatore       | Bundesliga | Bundesliga | Bundesliga  | Bundesliga | Coppa di Germania | Coppa di Germania | Coppa di Germania | Coppa di Germania | Totale   | Totale | Totale      | Totale     |
| Giocatore       | Presenze   | Reti       | Ammonizioni | Espulsioni | Presenze          | Reti              | Ammonizioni       | Espulsioni        | Presenze | Reti   | Ammonizioni | Espulsioni |
| --------------- | ---------- | ---------- | ----------- | ---------- | ----------------- | ----------------- | ----------------- | ----------------- | -------- | ------ | ----------- | ---------- |
| D. Bast         | 7          | 0          | 0           | 0          | 3                 | 0                 | 1                 | 0                 | 10       | 0      | 1           | 0          |
| B. Cha          | 34         | 17         | 0           | 0          | 4                 | 2                 | 0                 | 0                 | 38       | 19     | 0           | 0          |
| G. Drews        | 23         | 0          | 2           | 0          | 3                 | 0                 | 0                 | 0                 | 26       | 0      | 2           | 0          |
| J. Gelsdorf     | 6          | 0          | 1           | 0          | 0                 | 0                 | 0                 | 0                 | 6        | 0      | 1           | 0          |
| R. Geszlecht    | 10         | 1          | 0           | 0          | 2                 | 0                 | 0                 | 0                 | 12       | 1      | 0           | 0          |
| A. Giske        | 5          | 0          | 0           | 0          | 1                 | 0                 | 0                 | 0                 | 6        | 0      | 0           | 0          |
| F. Glaß         | 1          | 0          | 0           | 0          | 0                 | 0                 | 0                 | 0                 | 1        | 0      | 0           | 0          |
| F. Götz         | 33         | 6          | 1           | 0          | 4                 | 1                 | 0                 | 0                 | 37       | 7      | 1           | 0          |
| M. Chatzidīs    | 16         | 0          | 2           | 0          | 2                 | 0                 | 0                 | 0                 | 18       | 0      | 2           | 0          |
| D. Hielscher    | 20         | 1          | 1           | 0          | 2                 | 0                 | 0                 | 0                 | 22       | 1      | 1           | 0          |
| F. Hinterberger | 22         | 0          | 4           | 1          | 2                 | 0                 | 0                 | 0                 | 24       | 0      | 4           | 1          |
| T. Hörster      | 31         | 1          | 10          | 0          | 3                 | 1                 | 2                 | 0                 | 34       | 2      | 12          | 0          |
| W. Malischke    | 0          | 0          | 0           | 0          | 0                 | 0                 | 0                 | 0                 | 0        | 0      | 0           | 0          |
| A. Nagel        | 1          | 0          | 0           | 0          | 1                 | 0                 | 0                 | 0                 | 2        | 0      | 0           | 0          |
| W. Patzke       | 26         | 3          | 2           | 1          | 4                 | 2                 | 1                 | 0                 | 30       | 5      | 3           | 1          |
| A. Reinhardt    | 33         | 0          | 2           | 0          | 3                 | 0                 | 0                 | 0                 | 36       | 0      | 2           | 0          |
| K. Reinhardt    | 3          | 0          | 0           | 0          | 1                 | 0                 | 0                 | 0                 | 4        | 0      | 0           | 0          |
| J. Röber        | 11         | 0          | 2           | 0          | 1                 | 1                 | 0                 | 0                 | 12       | 1      | 2           | 0          |
| D. Schlegel     | 5          | 1          | 0           | 0          | 0                 | 0                 | 0                 | 0                 | 5        | 1      | 0           | 0          |
| C. Schreier     | 33         | 12         | 5           | 0          | 4                 | 2                 | 0                 | 0                 | 37       | 14     | 5           | 0          |
| R. Vollborn     | 34         | 0          | 0           | 0          | 3                 | 0                 | 0                 | 0                 | 37       | 0      | 0           | 0          |
| H. Waas         | 34         | 14         | 1           | 0          | 4                 | 1                 | 0                 | 0                 | 38       | 15     | 1           | 0          |
| R. Wójtowicz    | 2          | 0          | 2           | 0          | 0                 | 0                 | 0                 | 0                 | 2        | 0      | 2           | 0          |
| P. Zanter       | 9          | 0          | 1           | 0          | 1                 | 0                 | 0                 | 0                 | 10       | 0      | 1           | 0          |
| T. Zechel       | 29         | 5          | 7           | 0          | 4                 | 0                 | 1                 | 0                 | 33       | 5      | 8           | 0          |